# Weichenberg (Aindling)
Weichenberg ist ein Ortsteil des Marktes Aindling im schwäbischen Landkreis Aichach-Friedberg.
Der Weiler liegt circa drei Kilometer südöstlich von Aindling im Donau-Isar-Hügelland. Der Ortsteil hatte am 1. Januar 2023 52 Einwohner.

## Geschichte
Weichenberg liegt in der Gemarkung von Hausen und gehörte seit dem zweiten Gemeindeedikt von 1818 auch zur Gemeinde Hausen. Im Zuge der Gebietsreform in Bayern wurde die Gemeinde Hausen mit dem Ortsteil Weichenberg am 1. Oktober 1971 in die Gemeinde Aindling eingegliedert.

## Sehenswürdigkeiten

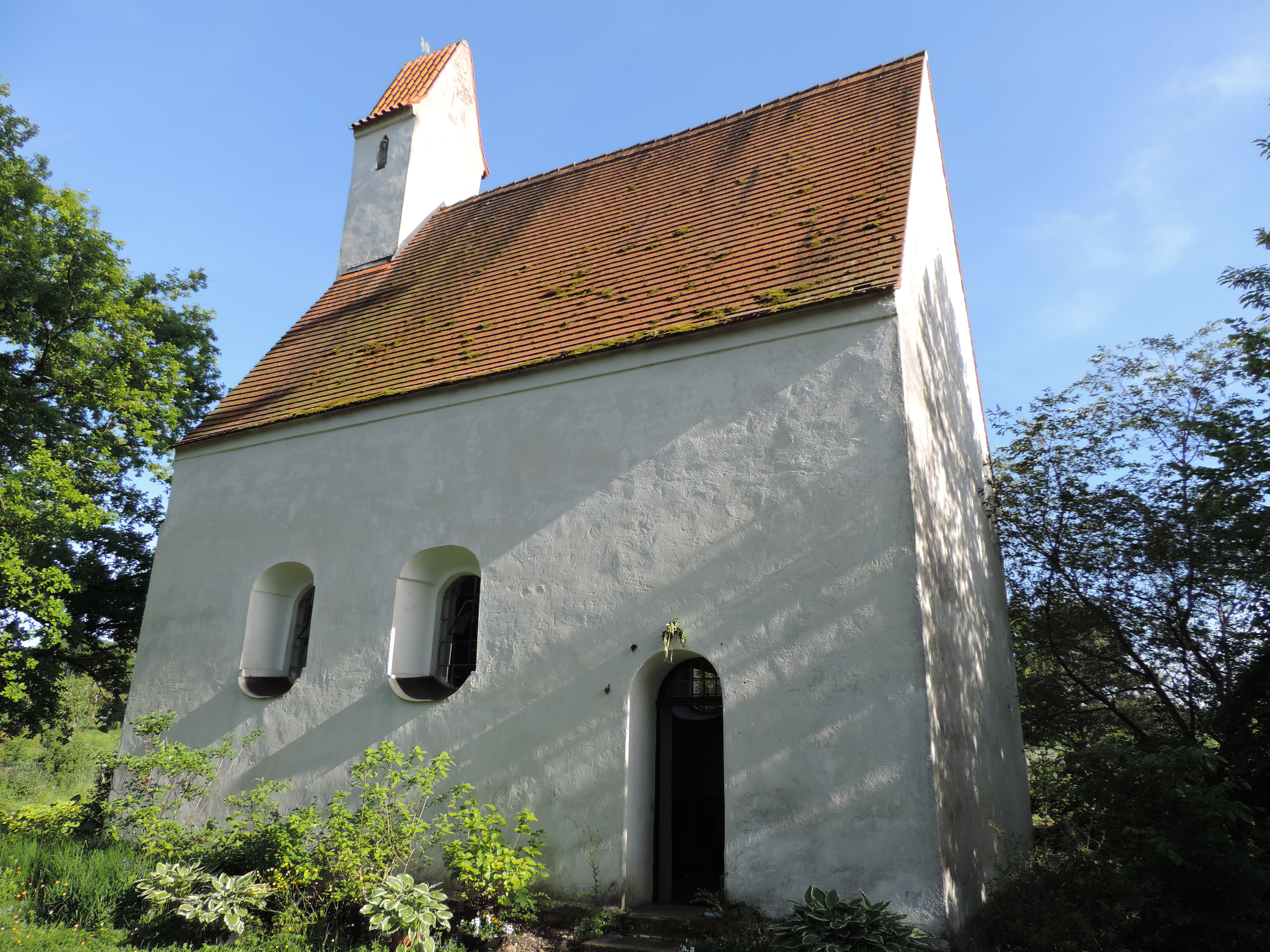
Kirche St. Ulrich

Siehe auch: Liste der Baudenkmäler in Weichenberg
- Katholische Filialkirche St. Ulrich – eingebettet in einen romantischen Landschafts- und Baumschulgarten